# Madame Ida
|  | Denne artikel er oprettet af botten Steenthbot ud fra en ekstern database. Den kan derfor have sproglige fejl eller mangler. Denne skabelon kan fjernes efter kontrol af indholdet. |

Madame Ida er en dansk spillefilm fra 2024 instrueret af Jacob Møller.

## Medvirkende
- Flora Ofelia Hoffmann Lindahl
- Christine Albeck Børge
- Karen-Lise Mynster